# Camino de San Frutos
Camino de San Frutos (en gacería, Polvorosa de San Guiñona de los Manes) es la denominación que tiene la ruta de peregrinación y senderismo que se dirige desde Segovia capital a la Ermita de San Frutos en el parque natural de las Hoces del Río Duratón (Carrascal del Río, Segovia). Allí están las tumbas de San Frutos y sus hermanos San Valentín y Santa Engracia.
La tradición popular indica que San Frutos (Patrón de Segovia, su Provincia y su Diócesis), junto con sus hermanos, vivieron en el siglo VII en la ciudad de Segovia. A la muerte de sus padres, se trasladaron a las Hoces del Río Duratón para realizar vida ascética, dedicados a la oración y a la ayuda a los demás. Allí construyeron un complejo monacal cuyos edificios estuvieron diseminados por toda la zona, de los que se conserva con mayor entidad la edificación románica que corona una de las estribaciones de la zona.
A la muerte de San Frutos (ya entrado el siglo VIII), sus hermanos se trasladaron a la localidad de Caballar. Allí fueron martirizados. El pueblo de Caballar, junto con los pueblos de las antiguas Vicarías de Turégano, Pedraza y Fuentepelayo, les profesa mucha devoción; y se les considera intermediarios ante Dios en tiempos de sequía en el rito de las Mojadas.

## Origen
El culto a San Frutos se extendió pronto por la zona debido a su labor social entre las gentes y a los milagros que realizó. Igualmente, los vecinos de Caballar trasladaron los cuerpos de sus santos hermanos hasta el paraje de las Hoces del Duratón.  
Desde antiguo, las gentes de la zona y de los reinos cristianos se vinieron reuniendo en dicha zona en peregrinaje para recordar su memoria. En el Archivo del Monasterio de Santo Domingo de Silos se custodian calcos de grafitos que existen en la Ermita de San Frutos, así como en otras edificaciones aledañas (como la Ermita de San Valentín), con los que se puede documentar peregrinaciones emprendidas por personalidades del Reino de Navarra en el siglo XI. Resultado de esa antigua devoción también es el milagro de la puesta a salvo de la mujer peregrina que fue despeñada y que según la tradición ocurrió en el siglo XIV.
Estas sucesivas peregrinaciones de devotos en romería al santo se vinieron celebrando, con especial interés en la realización de las mismas coincidiendo con su fiesta, el 25 de octubre. A principios de septiembre de 1900, se organiza una gran peregrinación. El Obispo de Segovia José Ramón Quesada y Gascón publica una Carta Pastoral en la que convoca a todos los segovianos (prescribiendo la especial observancia para los de la zona de influencia del Priorato) a una peregrinación a la Ermita de San Frutos. Dichas rutas tendrían como fecha final el día 25 de octubre de dicho año. Según las crónicas de la época, debieron congregarse en dicha peregrinación más de "12000 almas". La noche del 31 de diciembre de dicho año se inauguró con luminarias y hogueras una cruz de hierro conmemorativa en recuerdo a dicho acontecimiento.
En el año 2013, se acondicionó este camino de peregrinación colocando marcadores, hitos de señalización y paneles informativos.

## Itinerario

### Inicio
- Segovia
- Zamarramala
- La Lastrilla
- Espirdo
- Tizneros

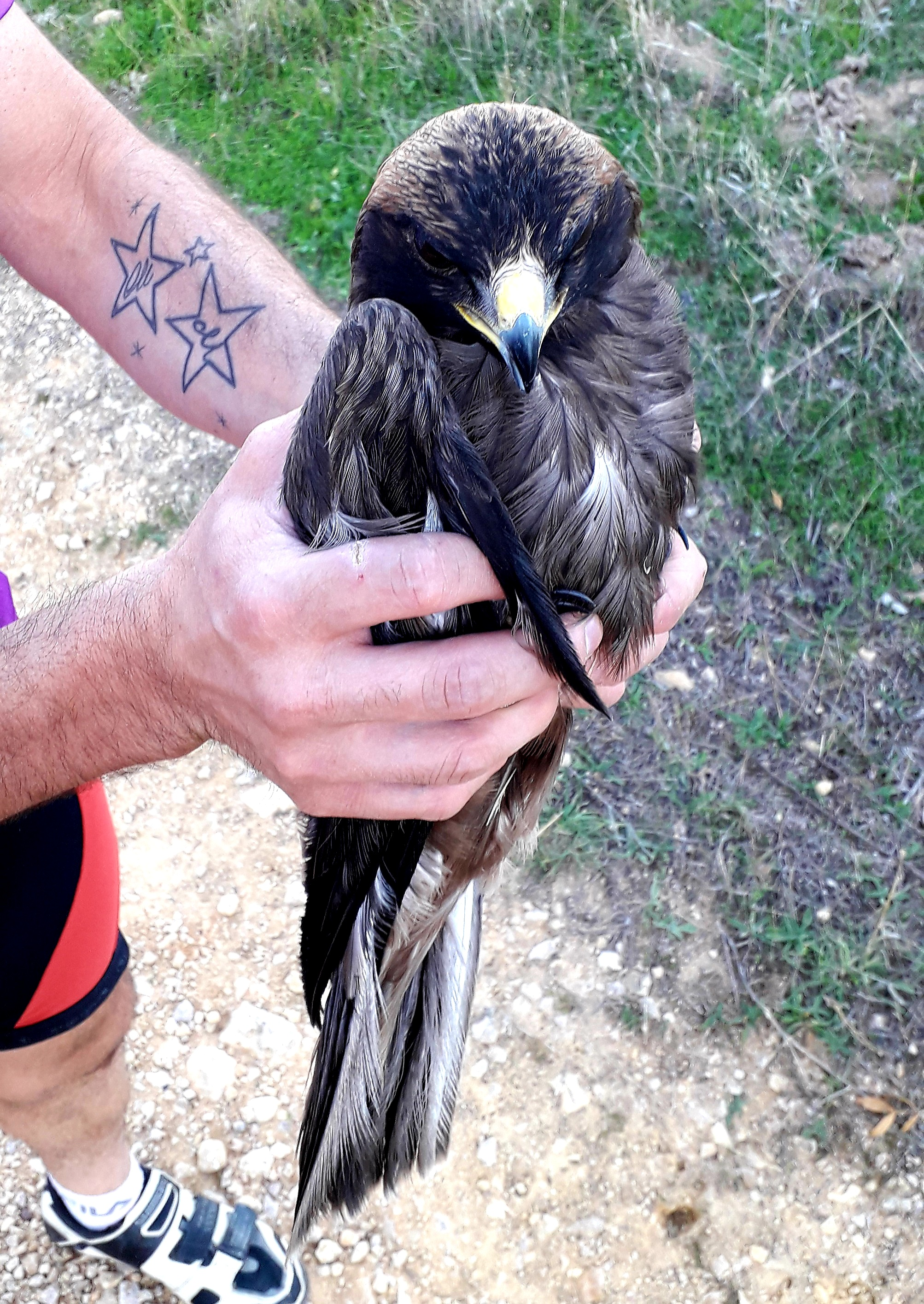
Milano negro con un ala rota en Santo Domingo de Pirón

- Torrecaballeros con su anejo Cabanillas del Monte
- Basardilla
- Santo Domingo de Pirón, donde el camino se bifurca en dos ramales: Por Caballar y Por la Sierra.

Ambos permiten recorrer una gran diversidad de paisajes y zonas, que van desde la propia ciudad de Segovia y su conjunto monumental, el piedemonte de la Sierra de Guadarrama, el arte románico de esta zona, y la orografía de las propias hoces del Duratón con la Ermita de San Frutos en un lugar místico y pintoresco.

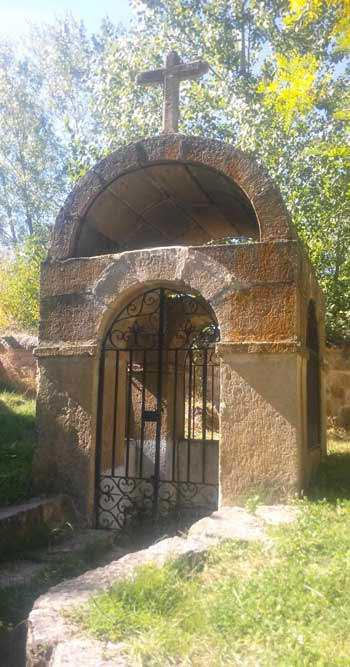
Fuente Santa, de Caballar (Segovia), punto fundamental en el Camino de San Frutos por ser el lugar donde murieron los hermanos del Santo, Valentín y Engracia.

### Camino de San Frutos por Caballar
Con 81 kilómetros este ramal tiene la peculiaridad de que pasa por la Fuente Santa de Caballar (donde murieron los hermanos de San Frutos, Santa Engracia y San Valentín) y las Huertas de este pueblo, las tierras de cereal y parte de la Tierra de Pinares.
La ruta pasa por las siguientes localidades:
- Tenzuela
- Carrascal de La Cuesta
- Caballar, punto central en la ruta de peregrinación.
- Muñoveros
- Puebla de Pedraza
- Cabezuela
- Cantalejo
- Sebúlcor

### Camino de San Frutos por la Sierra
Con 79 kilómetros.
La ruta pasa por las siguientes localidades:
- Pelayos del Arroyo
- Torre Val de San Pedro
- Pedraza
- Orejanilla
- La Matilla
- Valdesaz
- Consuegra de Murera
- Villar de Sobrepeña

### Final
- San Miguel de Neguera, aquí los dos ramales se unen
- Villaseca
- Ermita de San Frutos[11][12]

## Leyendas
- Leyenda del Tuerto Pirón. El Tuerto de Pirón era un bandolero nacido en la localidad por la que pasa el camino de Santo Domingo de Pirón. Fernando Delgado Sanz, apodado el Tuerto de Pirón, robaba a los ricos, asaltaba iglesias y caminos, su banda solía asaltar a peregrinos que transitaban esta camino.[13][14]

## Recomendaciones

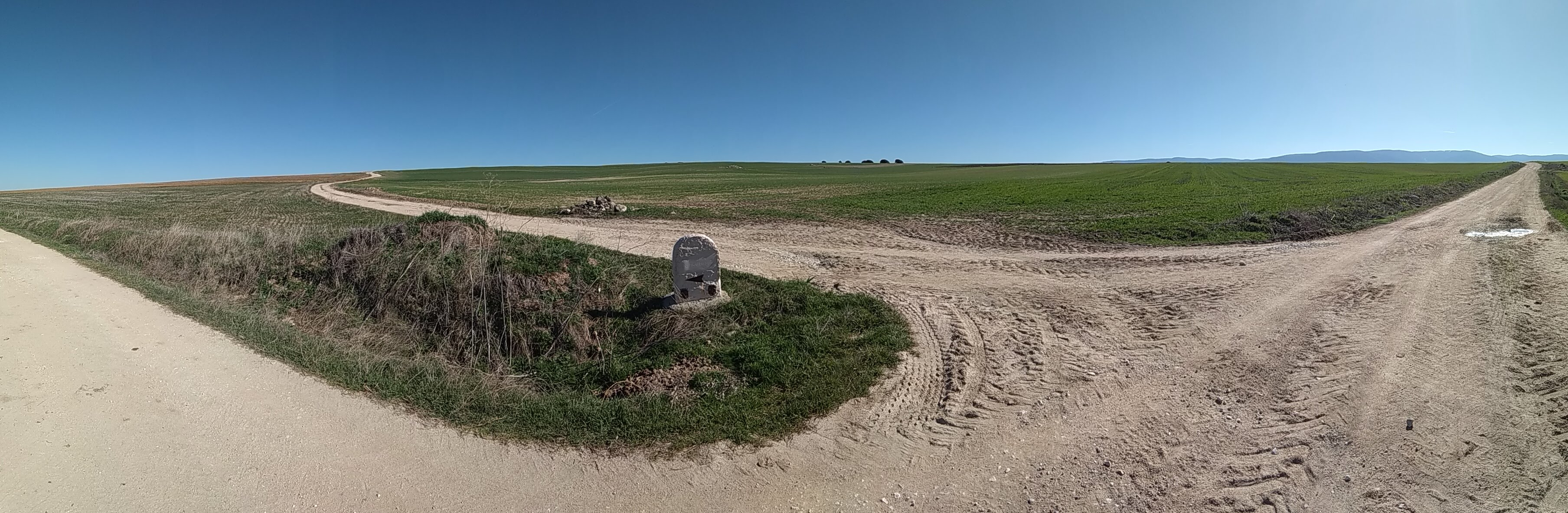
Camino de San Frutos a su paso por Caballar

En la página web de Diputación de Segovia aparecen los hospedajes, puntos de interés, etc de la zona.
Se proponen las siguientes etapas en su recorrido por Caballar: 
- Etapa 1: SEGOVIA – ZAMARRAMALA – LA LASTRILLA – TORRECABALLEROS  – ESPIRDO – BASARDILLA
- Etapa 2: BASARDILLA – SANTO DOMINGO DE PIRÓN – TENZUELA – CARRASCAL DE LA CUESTA – CABALLAR
- Etapa 3: CABALLAR – MUÑOVEROS – PUEBLA DE PEDRAZA
- Etapa 4: PUEBLA DE PEDRAZA – CABEZUELA – CANTALEJO – SEBÚLCOR
- Etapa 5: SEBULCOR – SAN MIGUEL DE NEGUERA – VILLASECA – ERMITA DE SAN FRUTOS